# FIPRESCI
FIPRESCI (skraćeno od  fr. Fédération Internationale de la Presse Cinématographique), je međunarodna federacija koja je sastavljena od nacionalnih organizacija filmskih kritičara i filmskih novinara sa idejom da  "promoviše i razvija filmsku kulturu kao i da čuva interese profesije“ 
Osnovana  juna, 1930 u Parizu. Danas postoji oko 50 nacionalnih organizacija širom sveta
FIPRESCI često dodeljuje, vrlo ugledne, nagrade na festivalima kao što su Kanski filmski festival, Filmski festival u Veneciji ...
U Srbiji deluje srpska sekcija FIPRESCI-ja koja takođe dodelje nagrade – npr filmski festival u Vrnjačkoj Banji